# Christian Tubingius

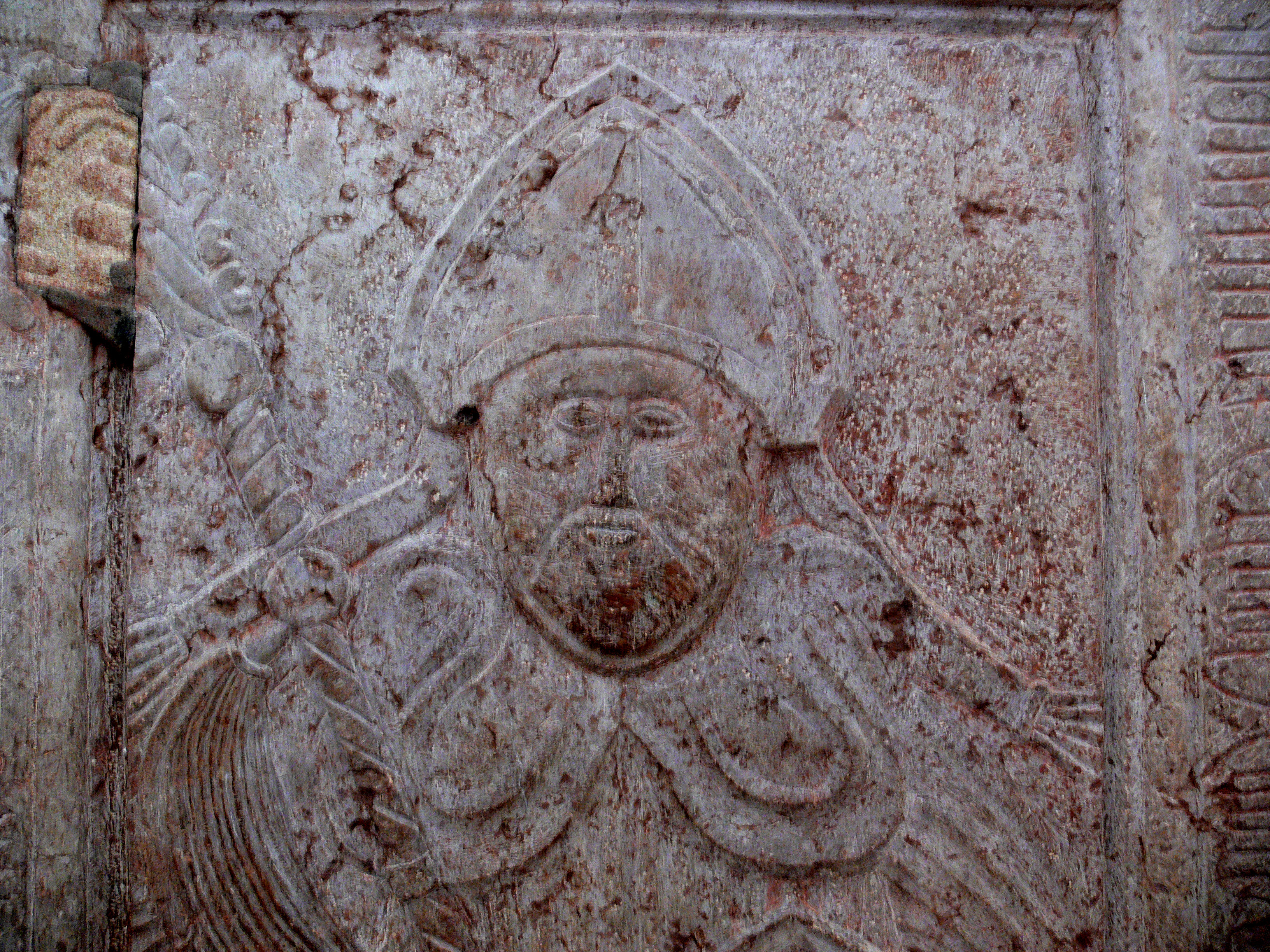
Christian Tubingius

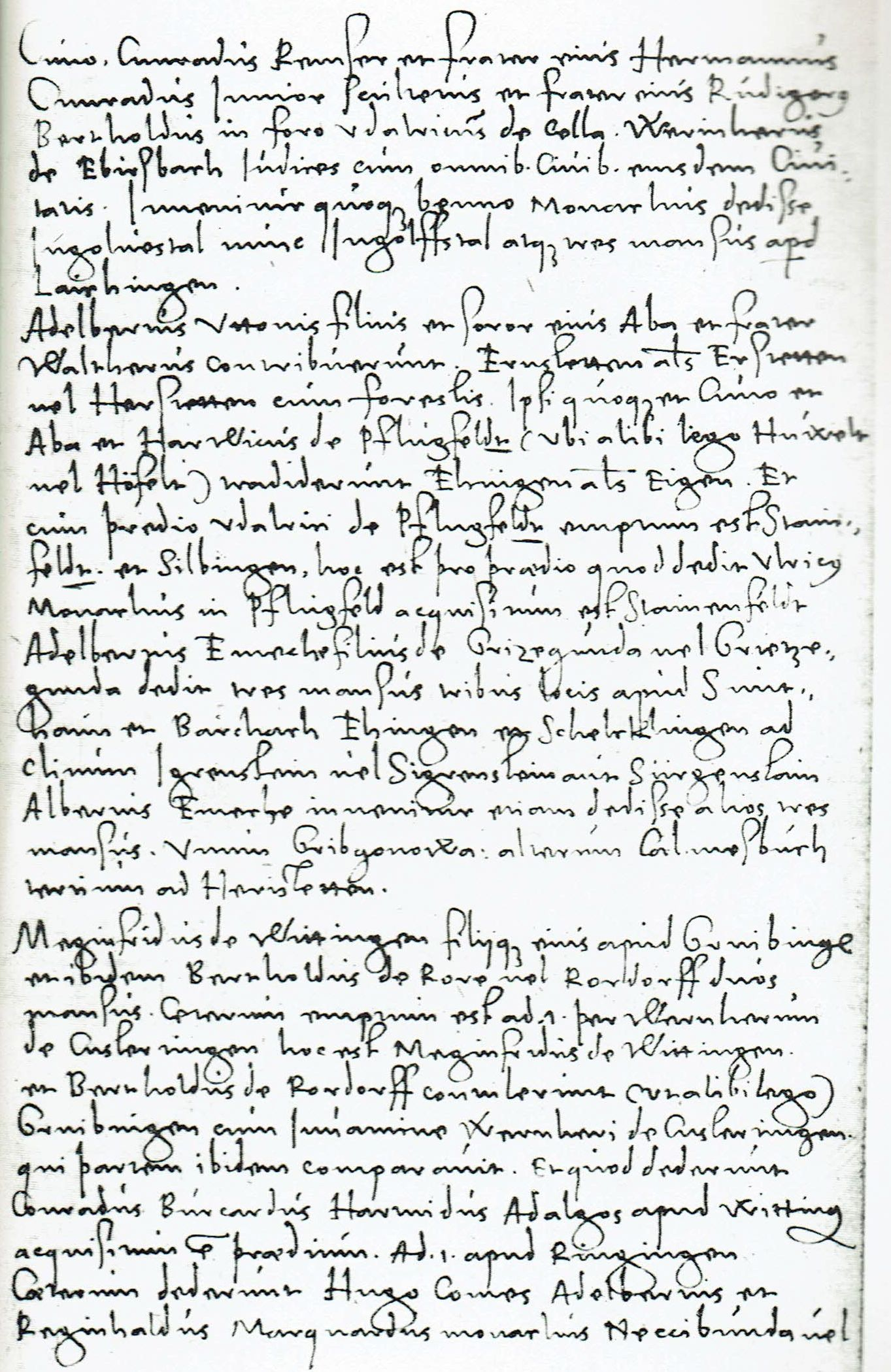
Chronik des Christian Tubingius, Abschrift

Christian Tubingius (* um 1500 in Markdorf; † 1563 in Bebenhausen) war von 1545 bis 1562 der letzte katholische Abt im Kloster Blaubeuren. Der lateinische Nachname deutet darauf hin, dass er ein Tübinger war.
Ab circa 1520 erstellte er die Jahrbücher des Klosters Blaubeuren, die Burrensis coenobii annales, aufgrund von im Klosterarchiv und in der Klosterbibliothek überlieferten Urkunden, Chroniken, Bibliotheksverzeichnissen, Verbrüderungsverträgen und Totenlisten. Er legte großen Wert auf die Wahrheit der Geschichte (veritas historiae) und versicherte, dass er kein Altweibergeschwätz verbreiten wolle, und Sachverhalte, die sich nicht urkundlich beweisen ließen, nicht als historische Tatsachen ausgebe.
Er berichtet ausführlich über die Gründungsgeschichte des Klosters Blaubeuren.
Dafür exzerpierte er vieles aus alten Urkunden, obwohl ihm das Entziffern alter Texte gelegentlich schwerfiel. Es blieb aber nicht aus, dass er quellenbedingte Lücken in der Abfolge historischer Ereignisse gelegentlich durch einleuchtende Vermutungen zu schließen versuchte und auch einiges aufgeschrieben hat, was er nur vom Hörensagen wusste oder vermutete.

## Veröffentlichungen
- Christian Tubingius, Burrensis Coenobii Annales. Die Chronik des Klosters Blaubeuren. Brösamle, Gertrud und Maier, Bruno [Ed.] – Stuttgart (1966).